# Помпеи Магны
Помпеи Магны (лат. Pompei Magni) — ветвь плебейского рода Помпеев, существовавшая в I веке до н. э.
Первым носителем когномена Магн (Magnus — Великий) стал Гней Помпей, получивший это почётное прозвание от диктатора Луция Корнелия Суллы за свои победы в Африке. Это событие в историографии датируют предположительно 81 годом до н. э.
Гней Помпей был сыном консула и внуком претора; тем не менее его семья по своему происхождению и положению была ближе к всадничеству, чем к сенатской аристократии. Первый Магн вошёл в состав нобилитета, заняв одно из первых мест в римской политической жизни и последовательно связав себя брачными узами с представительницами знатнейших родов Рима: Эмилиев, Муциев, Юлиев и Корнелиев. Двое его сыновей родились от Муции Терции и оба погибли в гражданских войнах: Гней в 45 году до н. э., разбитый Гаем Юлием Цезарем при Мунде, а Секст — в 35 году до н. э., когда он после поражения от Гая Юлия Цезаря Октавиана начал было войну с Марком Антонием на Востоке.
Род Помпеев Магнов угас со смертью Секста. Но правнук единственной дочери последнего, принадлежавший к роду Лициниев и родившийся не позже 26 года н. э., получил имя Гней Помпей Магн. Император Калигула запретил ему использовать этот когномен, но позже Клавдий отменил этот запрет и сделал юного Помпея своим зятем. В 47 году Гней всё же был казнён, поскольку благодаря своей знатности мог стать опасным претендентом на верховную власть в империи.